# Tommaso Nardini

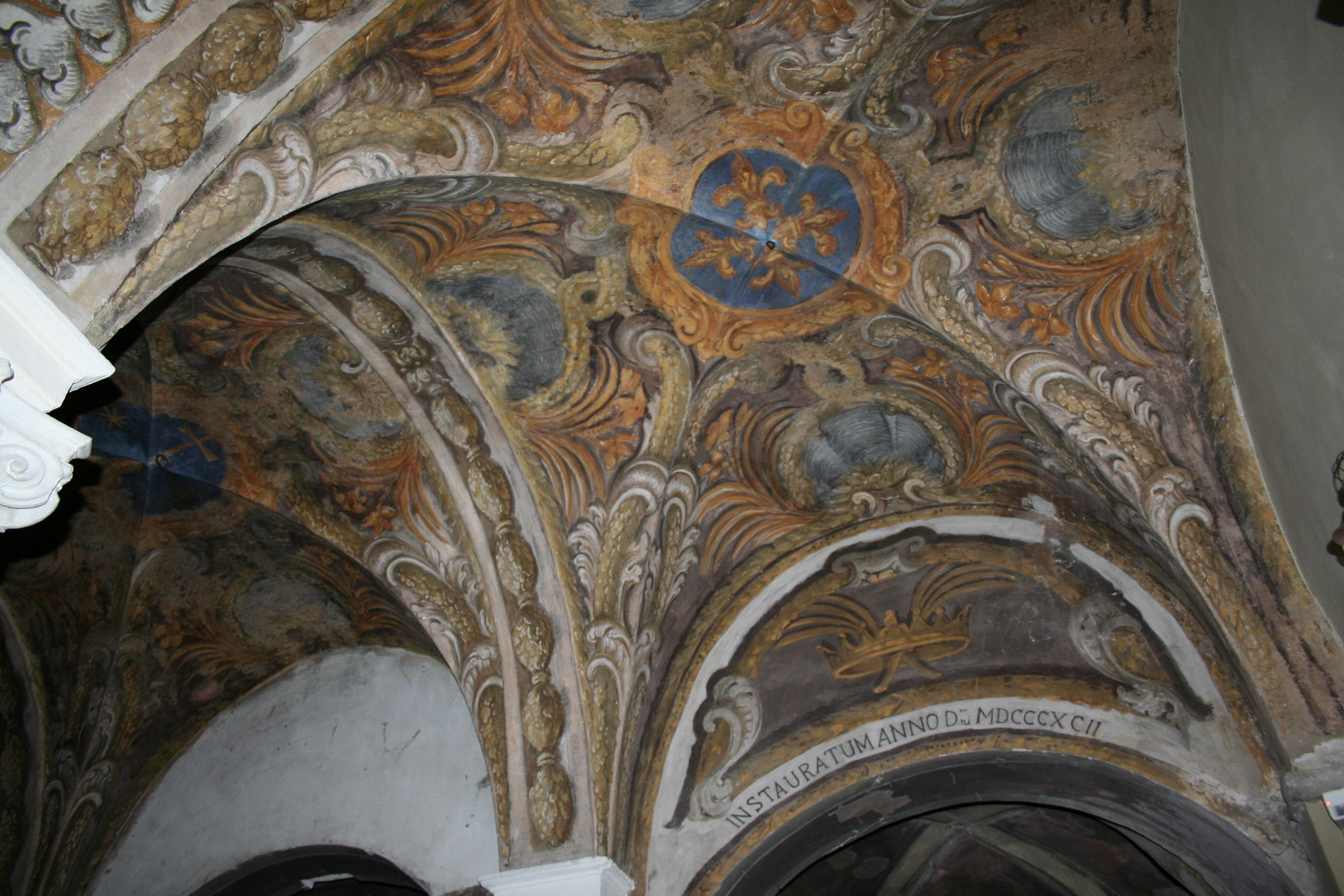
Affresco nella volta della Cripta di Sant'Emidio

Tommaso Nardini (Ascoli Piceno, 1658 – Ascoli Piceno, 9 dicembre 1718) è stato un pittore italiano.

## Biografia
Tommaso Nardini, detto anche Don Tommaso Nardini in quanto fu anche sacerdote, fu scolaro di Ludovico Trasi, uno dei migliori pittori ascolani del '600. Tommaso Nardini fu uno dei più ricercati decoratori, in affresco, delle Marche. Una delle sue opere più citate è la decorazione della chiesa di Sant'Angelo Magno di Ascoli Piceno. Con la collaborazione del quadraturista bolognese Agostino Collaceroni. Affrescò le scene dell'Apocalisse e della Bibbia.
Dice di questa opera l'Abate Luigi Lanzi, nella sua Storia pittorica dell'Italia:
Dipinse nella cripta del Duomo di Ascoli Piceno, la volta e le lunette. Oltre gli affreschi fece anche molti quadri di carattere sacro tra i quali San Nicola da Tolentino e le anime del Purgatorio per la chiesa di Santa Maria del Bunconsiglio, sempre ad Ascoli.
In quello che oggi è considerato il Parco dell'Annunziata, sempre ad Ascoli, il pittore decorò la chiesa omonima, dal 1861 sconsacrata.
Nella chiesa di San Pietro Martire, una sua tela rappresenta: Cristo che cammina sulle acque, mentre una Madonna col Bambino (in pessime condizioni) è visibile nella chiesa di San Venanzio.
Fu anche un buon ritrattista, alcuni affreschi si trovano:
(Giacinto Cantalamessa Carboni, Memorie intorno i letterati e gli artisti della città di Ascoli nel Piceno, 1830)
Una grossa tela con San Nicola da Tolentino si trova nella chiesa della Misericordia di Ancarano, in provincia di Teramo.
Nella sua veste sacerdotale Baldassarre Orsini ci dice che:
(Baldassarre Orsini, Descrizione delle pitture, sculture ed altre cose rare della città di Ascoli, Perugia, 1790)
Morì nella sua città natale il 9 dicembre del 1718.